# 三墩镇 (酒泉市)
三墩镇，是中华人民共和国甘肃省酒泉市肃州区下辖的一个乡镇级行政单位。

## 行政区划
三墩镇下辖以下地区：
三墩村、夹边沟村、长城村、二墩堡村、二墩村、双桥村、中渠村、双塔村、下坝村、仰沟村、临水村、闇门村和鸳鸯村。